# 李邵
李 邵（り しょう、? - 225年）は、後漢末期から三国時代の蜀漢の政治家。字は永南。益州広漢郡郪県の人。兄に李邈と李朝がいる。西晋に仕えて武功を挙げた李毅の大叔父。

## 概要
劉備が益州を平定した後、州の書佐部従事となった。
建興元年（223年）、丞相諸葛亮に抜擢されて西曹掾となった。
廖立が蔣琬と李邵の前で重臣に対して苛烈な批判を行ったため、二人は事細かに諸葛亮に報告し、結果廖立は失脚することとなった。
諸葛亮が杜微を招聘した際に書いた手紙の中で、李邵兄弟は杜微の志に感歎していたと書かれている。
建興3年（225年）、諸葛亮が南征した際、治中従事として留守を命じられたが、この年亡くなった。
陳寿の書いた『益部耆旧雑記』によると、李邵と兄の李朝、それに若死にした弟はそれぞれ才能と名声があり、当時の蜀漢の人々によって李氏の三龍と呼ばれていた。
裴松之の考えでは、兄の李邈の度外れな率直さは、この数に入れることができないという。
また、諸葛亮が姜維を賞賛したとき、比較対照として馬良と共に李邵の名を上げている。
蜀の名臣を讃える楊戯の『季漢輔臣賛』では、李邵の思慮深さを評価している。
華陽国志・先賢志では広漢郡の優秀な人材として、兄の李朝・王士・王甫らと並べ取り上げられている。